# Фосфид дирения
Фосфид дирения — бинарное неорганическое соединение
рения и фосфора
с формулой Re2P,
кристаллы.

## Получение
- Сплавление стехиометрических количеств чистых веществ:

{\displaystyle {\mathsf {2Re+P\ {\xrightarrow {800^{o}C}}\ Re_{2}P}}}

## Физические свойства
Фосфид дирения образует кристаллы
ромбической сингонии,
пространственная группа P nma,
параметры ячейки a = 0,5540 нм, b = 0,2939 нм, c = 1,004 нм, Z = 4,
структура типа силицида дикобальта Co2Si
.